# ميناء سعيد
ميناء سعيد موقع في دبي، الإمارات العربية المتحدة. ميناء سعيد هو واحد من الموانئ الصغيرة في مدينة دبي، ولا يقارن في حجم حركة المرور أو الحجم مع ميناء راشد أو ميناء جبل علي. ميناء سعيد يقدم تسهيلات لوجستية لرسو السفن والقوارب والسفن الصغيرة في خور دبي وخصوصا السفن الخشبية القديمة.
ميناء سعيد يحوي أيضا حي سكني صغير والذي يجري حاليا إعادة تصميمه من قبل بلدية دبي. ونتيجة لذلك، تم التخطيط إلى العديد من المباني والممتلكات العقارية ومشاريع التنمية لهذه المنطقة.

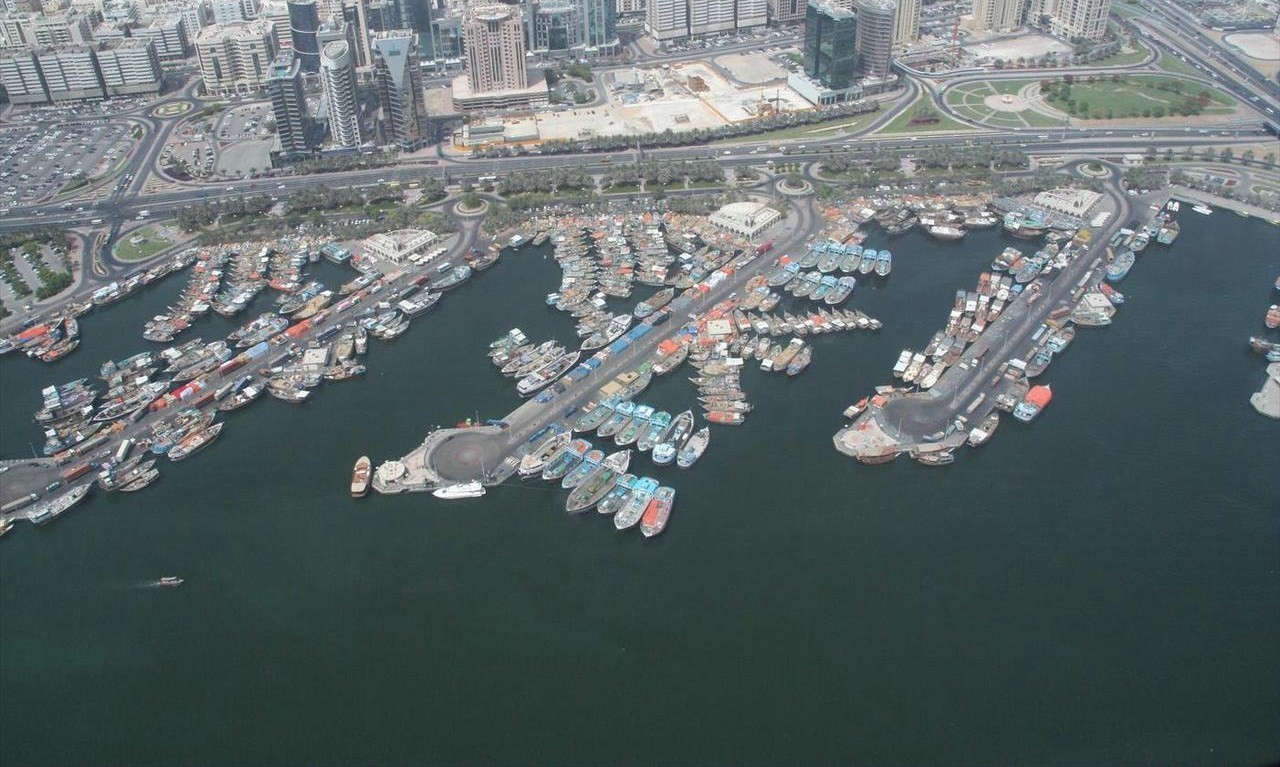
ميناء سعيد

ميناء سعيد يحده من الشمال والغرب الرقة والشرق القرهود. المعالم الهامة في ميناء سعيد تشمل ديرة سيتي سنتر، ومركز دبي للتسوق، ومستشفى ويلكير ويحتل نادي خور دبي للجولف واليخوت مساحة كبيرة من الميناء. ويمكن الوصول إليه عن طريق محطة مترو ديرة سيتي سنتر.

## تطويره
وعقدت البلدية اجتماعات بهذا الخصوص مع أصحاب العقارات في المنطقة التي تقع بين شارع الاتحاد، وشارع المراقبات، وشارع أبو بكر الصديق، وشارع آل مكتوم.
يهدف المشروع إلى تطوير البيئة العمرانية لمدينة بورسعيد، بمساحة 30 ألف هكتار، من خلال توفير قطع أراضي لأصحاب العقارات لإقامة مشاريع مميزة، مما يزيد من عوائدهم المالية. ويتضمن المشروع تطوير الطرق في المنطقة، وتوفير مواقف سيارات كافية، بالإضافة إلى خدمات البنية التحتية والمرافق العامة اللازمة.
حضر اللقاء المهندس حسين ناصر لوتاه، مساعد المدير العام لشؤون البيئة والصحة العامة في بلدية دبي، والمهندس عبدالله عبدالرحيم، مدير إدارة التخطيط والمساحة، والمهندس ناصر حمد بوشهاب، رئيس قسم الدراسات التخطيطية.
وفي معرض شرحه للمشروع، أوضح السيد بوشهاب أن أهدافه تشمل توفير خدمات عامة وفق معايير معتمدة، وإنشاء ساحات عامة تجمع السكان والزوار، وتحسين إنارة الشوارع وتوفير الظل خلال النهار، وتحسين اللوحات الإعلانية، وإضفاء مظهر حضري عصري على المنطقة، وتخفيف الضغط على المناطق المجاورة من حيث مواقف السيارات، وجذب استثمارات كبيرة تُراعي أهمية المنطقة. وأوضح السيد عبد الرحيم أنه سيتم هدم المباني القائمة في المنطقة، وتعويض كل مالك عقار بعدد أسهمه وقيمته الإيجارية الحالية.
قال إنه لن يكون هناك أي أبراج شاهقة في المنطقة بموجب الخطط الجديدة، لأن مواصفات المنطقة لا تقترح بناء أبراج فيها. وأضاف السيد عبد الرحيم: "ما لدينا في هذه المنطقة حاليًا هو إعادة هيكلة المباني القائمة. شرحنا هذه النقطة للملاك، ورحب معظمهم بالفكرة. لا حاجة لهم لإنفاق أي أموال على خطة إعادة الهيكلة، فهناك جهة تمويلية لهذا المشروع، وعوائده تُعرض على الملاك".
وأشار إلى أن حجم البناء في المنطقة سيتجاوز عدد المباني الحالية، وسيكون العائد المالي أعلى من الحالي. وأضاف: "مع ذلك، سنحافظ على الطراز المعماري الإسلامي التقليدي للمباني في المنطقة". وأشار إلى وجود 19 قطعة أرض في المنطقة بمساحات مختلفة، وأن المباني الجديدة فيها لن يتجاوز ارتفاعها أربعة طوابق.